# Kế sữa
Kế sữa (tên khoa học: Silybum marianum), còn được gọi là kế thánh, kế đức mẹ, cúc gai, là một loài thực vật có hoa trong họ Cúc. Được (L.) Gaertn. miêu tả khoa học đầu tiên năm 1791.

## Phân bố

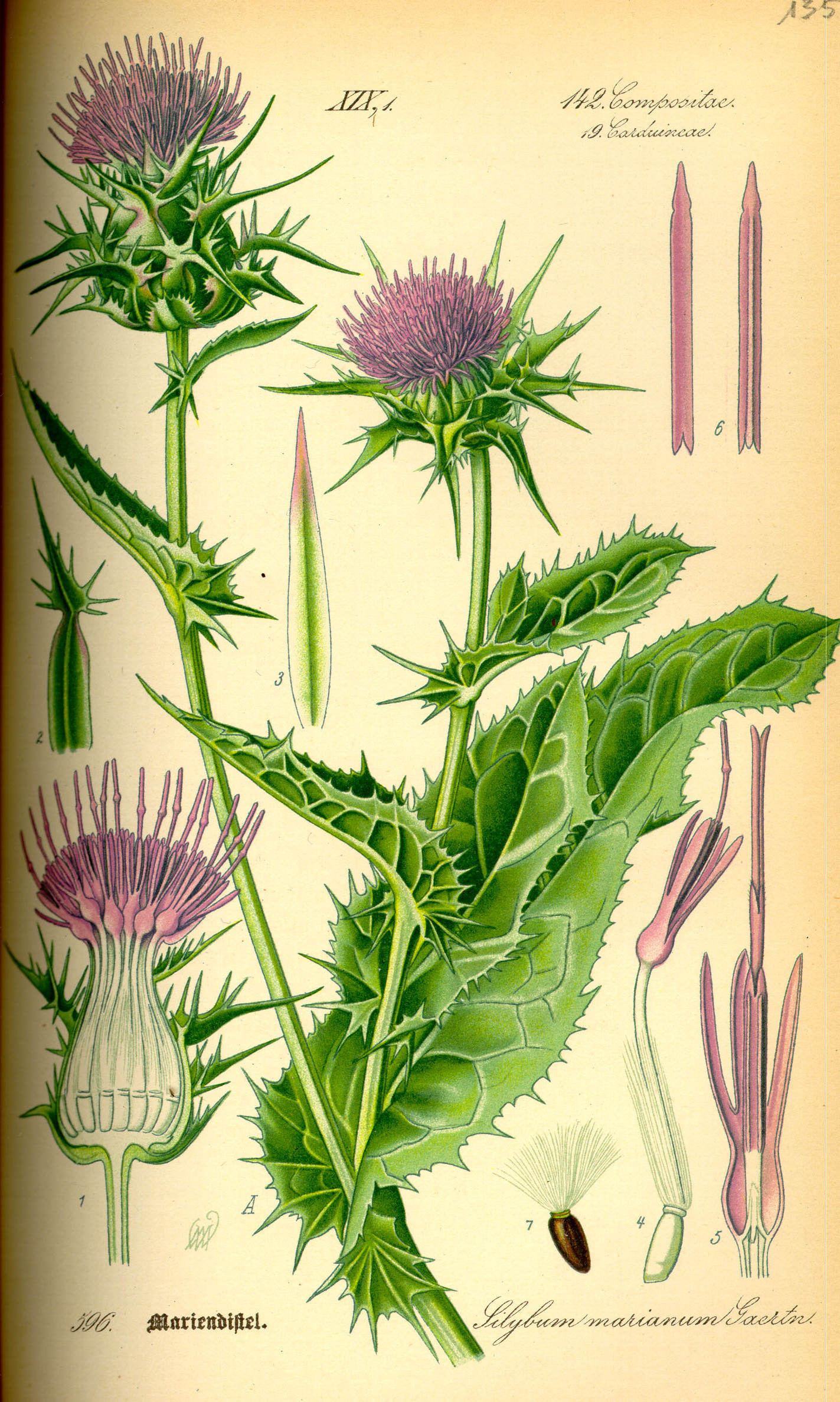
Hình minh họa

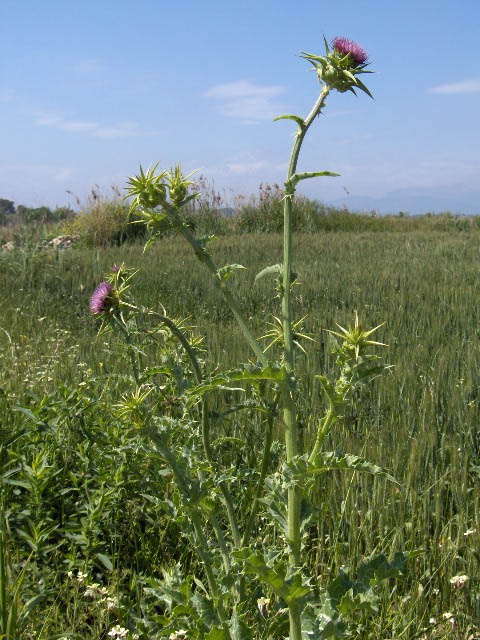
Toàn thân cây kế sữa

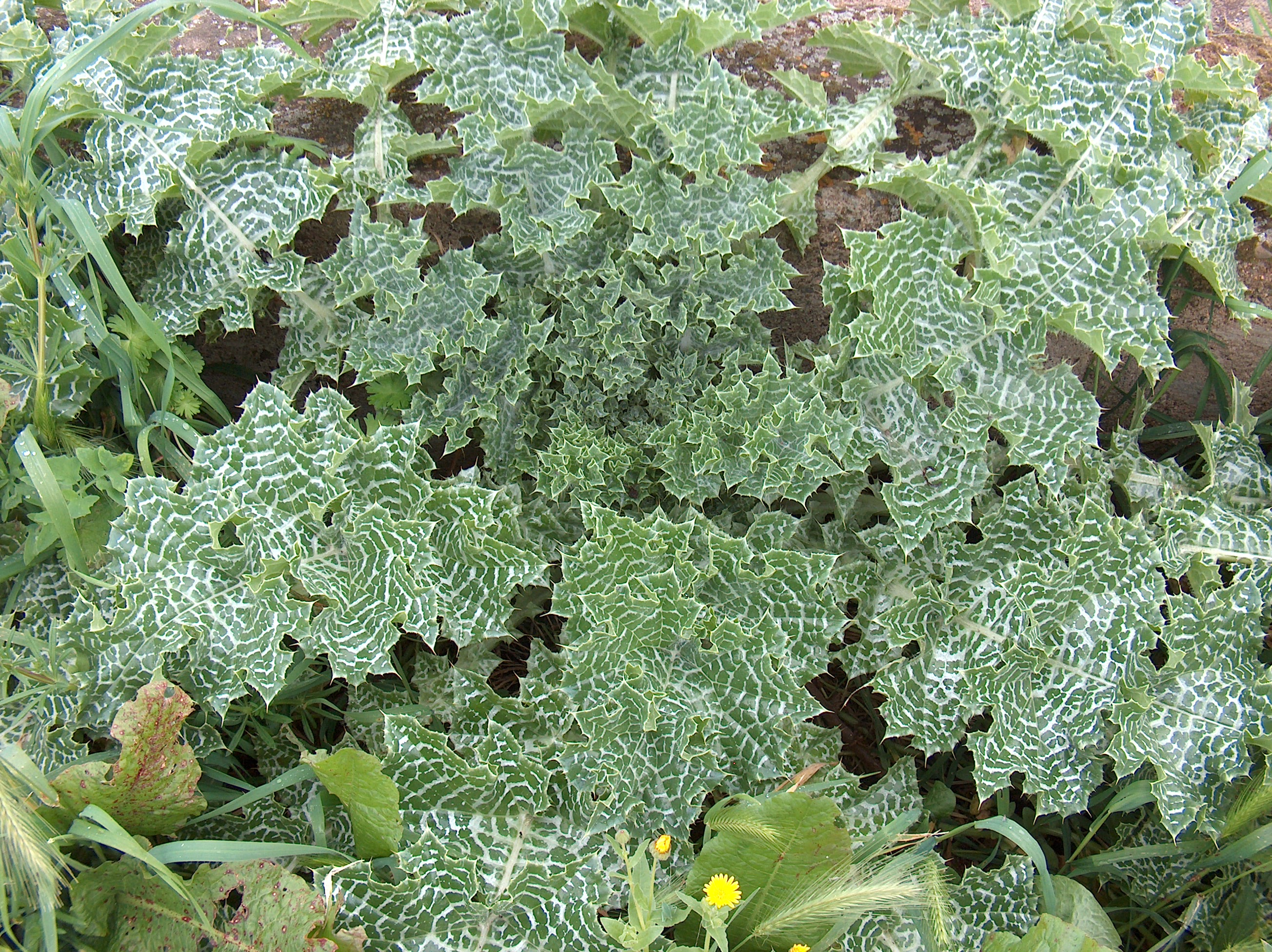
Lá kế sữa

Kế sữa vốn mọc hoang dã ở vùng Địa Trung Hải. Kể từ khi y học phát hiện ra dược chất silymarin trong cây kế sữa có tác dụng chữa bệnh thì loại cây này đã được trồng khắp nơi trên thế giới. Nó là một loại thực phẩm chức năng phổ biến được sử dụng rộng rãi tại Hoa Kỳ và châu Âu.

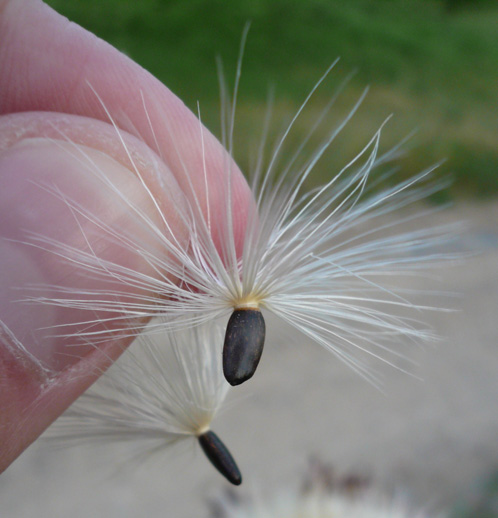
Cypsela

## Đặc điểm
Cây kế sữa có thể được trồng bằng cách gieo hạt trực tiếp xuống đất. Môi trường sinh trưởng của cây kế sữa là ở những vùng khô ráo, nhiều ánh nắng mặt trời. Cây kế sữa trưởng thành cao từ 1,2m đến 3m; lá lớn có chấm hoặc gân màu trắng; bông màu đỏ tím; trái nhỏ, có vỏ cứng màu nâu bóng với nhiều chấm. Toàn thân cây và lá đều có những gai nhỏ li ti đâm vào da rất nhức nên người ta phải mang bao tay dày khi thu hoạch. Trà làm từ cây kế sữa đã được sử dụng cho việc điều trị các bệnh về gan trong thời cổ đại. Từ thời Hy Lạp cổ đại (Theophrastus, thế kỷ thứ 4 trước Công nguyên) và La Mã (Pliny the Elder thế kỷ 1), hạt giống của cây kế sữa đã được sử dụng để bảo vệ gan. Trong thế kỷ 1, Dioskurides sử dụng loài cây này như một loại thuốc gây nôn, cũng như một loại dược thảo cơ bản thời bấy giờ. Nó đã trở thành một loại thuốc được chuyên dùng để điều trị các bệnh gan mật vào thế kỷ 16 và vào năm 1960 ở trung tâm châu Âu. Cây kế sữa có chiều cao lên đến 6 feet, đặc biệt phát triển tốt trên các sườn dốc nắng ở các nước Địa Trung Hải như Tây Ban Nha và Hy Lạp. Hoa cây kế sữa nở từ tháng 6 đến tháng 8, các hạt màu đen được thu hoạch vào cuối mùa hè để sử dụng cho các mục đích y học

## Dược chất
Trong vòng hơn 50 năm qua, các nhà khoa học đã thành công trong việc xác định các hoạt chất có trong cây kế sữa, đáng chú ý nhất là một nhóm hỗn hợp liên quan có tên chung là silymarin gồm các flavonolignan. Phần lớn những sản phẩm của cây kế sữa được bào chế đúng tiêu chuẩn và tinh chất của nó được trích ra từ hạt và trái chứa khoảng 70-80% chất flavonolignan. 
- Silibinin là một hợp chất polyphenol flavonoid có hoạt tính sinh học chính của cây kế sữa[7][8], tồn tại dưới 2 dạng phổ biến là Silibinin A và B.
- Isosilibinin gồm isosilibini A và B
- Silichristin
- Silidianin

## Dược tính

### Ngộ độc
Silibinin hoặc chất dẫn xuất, thường được dùng để chữa trị chứng ngộ độc nấm Amanita phalloides hoặc Amanita muscaria.

### Với gan
Được sử dụng rộng rãi như một phương thuốc dân gian điều trị các bệnh về gan, kế sữa được xem là một loại thảo dược an toàn và có khả năng dung nạp tốt vào cơ thể, giúp bảo vệ gan tránh khỏi các tổn thương do rượu hoặc thuốc gây ra.
- Ổn định màng tế bào gan, ngăn cản sự xâm nhập của các chất độc vào bên trong gan.
- Tăng tổng hợp protein ở tế bào gan do kích thích hoạt động của RNA polymerase, góp phần giải độc cho gan.
- Thúc đẩy sự phục hồi các tế bào gan đã bị hủy hoại, kích thích sự phát triển của các tế bào gan mới thay thế các tế bào gan đã bị hủy hoại.
- Ức chế sự biến đổi của gan thành các tổ chức xơ, giảm sự hình thành và lắng đọng của các sợi collagen dẫn đến xơ gan. Giúp các bệnh nhân bị xơ gan do cồn sống lâu hơn.
- Chống peroxyde hóa lipid, tăng khả năng oxy hóa acid béo của gan, làm ổn định các tế bào gây viêm, ức chế phản ứng viêm, giảm các nồng độ enzym gan, làm cải thiện các triệu chứng của bệnh gan như gan nhiễm mỡ, viêm gan.
- Xơ gan, viêm gan nhiễm mỡ (do cồn và không do cồn), nhiễm độc gan do hóa chất hoặc ma túy là các nguy cơ tiềm tàng gây ra bệnh ung thư biểu mô tế bào gan (HCC). Kháng insulin và tình trạng mất cân bằng các tác nhân oxy hóa là những cơ chế phát sinh bệnh chủ yếu dẫn đến tổn thương tế bào gan ở những bệnh nhân này. Làm giảm đáng kể sự phát triển tế bào ung thư, sự tạo mạch cũng như sự hình thành kháng insulin.

### Xơ vữa động mạch
Ngoài ra, cây kế sữa còn có thế có một số công dụng khác như ngăn cản quá trình oxy hóa LDL cholesterol thành các mảng bám vào thành động mạch, là nguyên nhân gây xơ vữa động mạch; giúp tăng cường nhu động ruột và ngăn cản sự nhiễm độc, làm sạch thận, hỗ trợ bài tiết; làm tan sỏi thận và sỏi mật; giúp làm dịu các cơn đau hành kinh và là một loại thảo dược tổng hợp hỗ trợ tiền kinh nguyệt rất có giá trị.

### Ung thư
Khả năng kháng viêm và tác dụng ức chế của silymarin đối với sự phát triển của các di căn ung thư cũng đã được xác nhận. Một số nghiên cứu cũng đã chứng minh tác dụng của silibinin (thành phần hoạt tính sinh học chính của cây kế sữa) trong việc ức chế nhiều dòng tế bào ung thư, bao gồm ung thư tuyến tiền liệt, ruột kết, da, bàng quang và ung thư phổi.

## Khuyến cáo và chống chỉ định

### Liều dùng
Các sản phẩm từ cây kế sữa thường được chuẩn hóa để chứa 70% đến 80% silymarin. Chiết xuất từ cây kế sữa thường được chuẩn hóa lên đến 70% silymarin, một liều thông thường sẽ là 200 mg 3 lần/ngày được cung cấp 420 mg silymarin.
Khi điều trị bệnh gan mãn tính, thời gian sử dụng ngắn nhất là 2 tháng cho đến vài năm và trong suốt tuổi thọ của bệnh nhân trong các trường hợp viêm gan mãn tính, xơ gan hoặc xơ hóa. Liều uống nên được cá nhân hóa cho từng bệnh nhân tùy theo tình trạng bệnh: 
- Xơ gan: Silymarin, 280–450 mg/ngày chia làm 2-3 liều.
- Viêm gan mãn tính: Silipide, 160–480 mg/ngày hoặc silymarin 420 mg/ngày chia làm ba lần.
- Viêm gan siêu vi cấp tính: Silymarin, 420 mg/ngày chia làm 3 lần.
- Nhiễm độc gan do dược/độc tố: Silymarin 280–420 mg/ngày chia làm 3 lần; có thể lên đến 800 mg /ngày.

### Phản ứng phụ
Sử dụng cây kế sữa cũng có thể xảy ra những phản ứng phụ, tuy rất hiếm, bao gồm: nôn mữa, đau bụng, tiêu chảy, nhức đầu, rôm sảy, đau nhức khớp xương, bất lực (sinh lý), hơi thở ngắn và dồn dập, bất tỉnh,.

### Tương tác thuốc
Chiết xuất silymarin từ cây kế sữa có thể tương tác với một số thuốc chữa bệnh khác như thuốc chữa bệnh tâm thần phân liệt (schizophrenia); thuốc trị bệnh tai biến mạch máu não; thuốc gây tê hay làm mất cảm giác (anesthesia).

### Chống chỉ định
Phụ nữ có thai hoặc đang cho con bú không nên sử dụng cây kế sữa.